# Iveta Benešová
| Posities op de WTA-ranglijst Positie per einde seizoen: \| jaar \| rang enkelspel \| rang dubbelspel \| \| ---- \| -------------- \| --------------- \| \| 2012 \| 81 \| 36 \| \| 2011 \| 54 \| 29 \| \| 2010 \| 60 \| 21 \| \| 2009 \| 39 \| 34 \| \| 2008 \| 43 \| 35 \| \| 2007 \| 119 \| 34 \| \| 2006 \| 60 \| 35 \| \| 2005 \| 54 \| 38 \| \| 2004 \| 36 \| 63 \| \| 2003 \| 140 \| 130 \| \| 2002 \| 81 \| 190 \| \| 2001 \| 192 \| 341 \| \| 2000 \| 641 \| 624 \| |                |                 |
| jaar | rang enkelspel | rang dubbelspel |
| 2012 | 81             | 36              |
| 2011 | 54             | 29              |
| 2010 | 60             | 21              |
| 2009 | 39             | 34              |
| 2008 | 43             | 35              |
| 2007 | 119            | 34              |
| 2006 | 60             | 35              |
| 2005 | 54             | 38              |
| 2004 | 36             | 63              |
| 2003 | 140            | 130             |
| 2002 | 81             | 190             |
| 2001 | 192            | 341             |
| 2000 | 641            | 624             |

Iveta Benešová (Most, 1 februari 1983) is een voormalig professioneel tennisspeelster uit Tsjechië. Zij begon met tennis toen zij zeven jaar oud was. Haar favoriete ondergronden zijn gravel en hardcourt. Zij speelt linkshandig en heeft een tweehandige backhand. In het dubbelspel is zij succesvoller dan in het enkelspel. Zij was actief in het proftennis van 1998 tot en met 2014.
In 2002–2003 en 2005–2007 kwam zij uit voor het Tsjechische Fed Cup team – zij behaalde daar een winst/verlies-balans van 11–12. In 2011 won zij een grandslamtitel in het gemengd dubbelspel op Wimbledon, samen met Jürgen Melzer, met wie zij het jaar erop trouwde. Na een pauze van anderhalf jaar speelde zij in 2014 nog drie maanden onder de naam Iveta Melzer.

## Biografie

### 1998 – 2003
Benešová maakte haar internationale tennisdebuut in 1998 toen zij in Staré Splavy deelnam aan een ITF-toernooi. Hierin verloor zij al meteen in de eerste ronde. Twee jaar later, in 2000, bereikte zij twaalf halve finales in hetzelfde ITF-circuit. In 2001 behaalde zij drie ITF-titels. Zowel in Prešov, Ortisei als in Opole was zij de sterkste.
Een jaar later maakte zij de overstap naar de WTA-Tour, waar zij haar debuut maakte in Boedapest. Haar Grand Slam-debuut maakte zij tijdens Roland Garros van datzelfde jaar, waar zij de tweede ronde wist te bereiken. Eveneens in 2002 bereikte zij in Bratislava haar eerste WTA-finaleplaats, maar deze ging verloren.
2003 was een minder goed jaar voor Benešová, waarin zij slechts één halvefinaleplaats en één kwartfinaleplaats wist te bereiken. Verder kwam zij in dat jaar niet voorbij de tweede ronde en stapte zij enkele keren terug naar het ITF-circuit, waar ook geen titels werden behaald.

### 2004 – 2007
In 2004 won zij haar eerste WTA-titel, door in Acapulco in de finale te winnen van Flavia Pennetta. Zij was in 2004 verliezend finaliste in Estoril (tegen Émilie Loit) en Forest Hills (tegen Jelena Lichovtseva). Benešová nam deel aan de Olympische spelen van 2004 in Athene, maar bereikte niet meer dan een verloren openingspartij in het enkelspel.
In januari 2005 reikte zij tot de halve finale in Hobart, maar verloor daarin uiteindelijk van Samantha Stosur. Tijdens het Australian Open verloor zij al in de eerste ronde van Ana Ivanović. In februari won zij haar eerste dubbelspeltitel, samen met landgenote Květa Peschke op het toernooi van Parijs. Zij bereikte in februari nog de kwartfinale van het enkelspeltoernooi in Tokio, maar zakte toen enigszins weg op de WTA-ranglijst nadat zij regelmatig in een van de eerste twee ronden verloor. Uiteindelijk sloot zij 2005 af als nummer 54 van de wereld.
Het jaar 2006 begon Benešová goed. Zij bereikte de finale van het WTA-toernooi van Hobart door in de halve finale de Italiaanse Mara Santangelo te verslaan. De eindstrijd werd echter niet gewonnen – zij verloor van Michaëlla Krajicek met 2-6 en 1-6.
2007 was geen goed jaar voor Benešová. Haar beste resultaat was een halve finale op het ITF-toernooi van Bratislava. Wel won zij met de Slowaakse Janette Husárová haar tweede dubbelspeltitel op de WTA-tour in Luxemburg.

### 2008 – 2012
Benešová nam deel aan de Olympische spelen van 2008 in Peking. In het enkelspel bereikte zij de tweede ronde, waarin zij verloor van Venus Williams. In het dubbelspel samen met Nicole Vaidišová, waar zij in de eerste ronde de gezusters Williams tegenover zich troffen, konden zij niet meer dan één setwinst boeken.
Vanaf augustus 2008 ging Benešová samenspelen met Barbora Záhlavová-Strýcová. Dit bleek een vruchtbaar koppel. Samen wonnen zij in de periode 2008–2012 tien WTA-dubbelspeltitels (van de veertien die Benešová in totaal vergaarde).
In 2010 won zij nog een tweede enkelspeltitel, op het WTA-toernooi van Fez. In de finale rekende zij in twee sets af met de Roemeense Simona Halep (6-4 en 6-2).
In 2011 won zij een grandslamtitel in het gemengd dubbelspel op Wimbledon, samen met Jürgen Melzer.
Haar beste enkelspelresultaat op de grandslamtoernooien is het bereiken van de vierde ronde, op de Australian Open in 2011 en 2012. Haar beste vrouwendubbelspelresultaat op de grandslamtoernooien is het bereiken van de kwartfinale, op de US Open in 2011, samen met Barbora Záhlavová-Strýcová. Haar hoogste positie op de WTA-ranglijst is de 17e plaats in het dubbelspel, een positie zij bereikte in januari 2011.
Op 14 september 2012 trad Benešová in het huwelijk met de Oostenrijkse tennisser Jürgen Melzer.

### 2014
Na een pauze van bijna anderhalf jaar verscheen zij eind februari 2014 weer op een WTA-toernooi. Haar laatste wedstrijden speelde zij op Roland Garros 2014. Op 13 augustus 2014 kondigde zij aan, met het proftennis te stoppen.

## Palmares
| Legenda                | Legenda                  |
| ---------------------- | ------------------------ |
| Grandslamtoernooi      |                          |
| Olympische Spelen      |                          |
| Year-End Championships |                          |
| tot 2009               | 2009 – 2020 / vanaf 2021 |
| Tier I                 | Premier Mandatory        |
| Tier II                | Premier Five / WTA 1000  |
| Tier III               | Premier / WTA 500        |
| Tier IV & V            | International / WTA 250  |
|                        | Challenger / WTA 125     |

### WTA-finaleplaatsen enkelspel
| nr.              | finale     | toernooi         | ondergrond    | tegenstandster     | score    |         |
| ---------------- | ---------- | ---------------- | ------------- | ------------------ | -------- | ------- |
| gewonnen finales |            |                  |               |                    |          |         |
| 1.               | 2004-03-07 | WTA Acapulco     | gravel        | Flavia Pennetta    | 7-6, 6-4 | details |
| 2.               | 2010-05-01 | WTA Fez          | gravel        | Simona Halep       | 6-4, 6-2 | details |
| verloren finales |            |                  |               |                    |          |         |
| 1.               | 2002-10-20 | WTA Bratislava   | hardcourt (i) | Maja Matevžič      | 0-6, 1-6 | details |
| 2.               | 2004-04-18 | WTA Estoril      | gravel        | Émilie Loit        | 5-7, 6-7 | details |
| 3.               | 2004-08-28 | WTA Forest Hills | hardcourt     | Jelena Lichovtseva | 2-6, 2-6 | details |
| 4.               | 2006-01-13 | WTA Hobart       | hardcourt     | Michaëlla Krajicek | 2-6, 1-6 | details |
| 5.               | 2008-04-20 | WTA Estoril      | gravel        | Maria Kirilenko    | 4-6, 2-6 | details |
| 6.               | 2009-01-16 | WTA Hobart       | hardcourt     | Petra Kvitová      | 5-7, 1-6 | details |

### WTA-finaleplaatsen dubbelspel
| nr.                                 | finale     | toernooi       | ondergrond    | partner                    | tegenstandsters                            | score            |         |
| ----------------------------------- | ---------- | -------------- | ------------- | -------------------------- | ------------------------------------------ | ---------------- | ------- |
| gewonnen finales vrouwendubbelspel  |            |                |               |                            |                                            |                  |         |
| 1.                                  | 2005-02-13 | WTA Parijs     | tapijt (i)    | Květa Peschke              | Anabel Medina Garrigues Dinara Safina      | 6-2, 2-6, 6-2    | details |
| 2.                                  | 2007-09-30 | WTA Luxemburg  | hardcourt (i) | Janette Husárová           | Viktoryja Azarenka Shahar Peer             | 6-4, 6-2         | details |
| 3.                                  | 2008-02-23 | WTA Bogota     | gravel        | Bethanie Mattek            | Jelena Kostanić-Tošić Martina Müller       | 6-3, 6-3         | details |
| 4.                                  | 2008-08-03 | WTA Stockholm  | hardcourt     | Barbora Záhlavová-Strýcová | Petra Cetkovská Lucie Šafářová             | 7-5, 6-4         | details |
| 5.                                  | 2009-10-25 | WTA Luxemburg  | hardcourt (i) | Barbora Záhlavová-Strýcová | Vladimíra Uhlířová Renata Voráčová         | 6-1, 0-6, [10-7] | details |
| 6.                                  | 2010-02-14 | WTA Parijs     | tapijt (i)    | Barbora Záhlavová-Strýcová | Cara Black Liezel Huber                    | walk-over        | details |
| 7.                                  | 2010-03-07 | WTA Monterrey  | hardcourt     | Barbora Záhlavová-Strýcová | Anna-Lena Grönefeld Vania King             | 3-6, 6-4, [10-8] | details |
| 8.                                  | 2010-05-01 | WTA Fez        | gravel        | Anabel Medina Garrigues    | Lucie Hradecká Renata Voráčová             | 6-3, 6-1         | details |
| 9.                                  | 2010-10-02 | WTA Tokio      | hardcourt     | Barbora Záhlavová-Strýcová | Shahar Peer Peng Shuai                     | 6-4, 4-6, [10-8] | details |
| 10.                                 | 2011-01-14 | WTA Sydney     | hardcourt     | Barbora Záhlavová-Strýcová | Květa Peschke Katarina Srebotnik           | 4-6, 6-4, [10-7] | details |
| 11.                                 | 2011-03-06 | WTA Monterrey  | hardcourt     | Barbora Záhlavová-Strýcová | Anna-Lena Grönefeld Vania King             | 6-7, 6-2, [10-6] | details |
| 12.                                 | 2011-04-30 | WTA Barcelona  | gravel        | Barbora Záhlavová-Strýcová | Natalie Grandin Vladimíra Uhlířová         | 5-7, 6-1, [11-9] | details |
| 13.                                 | 2011-10-23 | WTA Luxemburg  | hardcourt (i) | Barbora Záhlavová-Strýcová | Lucie Hradecká Jekaterina Makarova         | 7-5, 6-3         | details |
| 14.                                 | 2012-04-29 | WTA Stuttgart  | gravel (i)    | Barbora Záhlavová-Strýcová | Julia Görges Anna-Lena Grönefeld           | 6-4, 7-5         | details |
| verloren finales vrouwendubbelspel  |            |                |               |                            |                                            |                  |         |
| 1.                                  | 2004-07-18 | WTA Stanford   | hardcourt     | Claudine Schaul            | Eléni Daniilídou Nicole Pratt              | 2-6, 4-6         | details |
| 2.                                  | 2005-04-17 | WTA Charleston | gravel        | Květa Peschke              | Conchita Martínez Virginia Ruano Pascual   | 1-6, 4-6         | details |
| 3.                                  | 2005-06-18 | WTA Rosmalen   | gras          | Nuria Llagostera Vives     | Anabel Medina Garrigues Dinara Safina      | 4-6, 6-2, 6-7    | details |
| 4.                                  | 2006-10-15 | WTA Moskou     | tapijt (i)    | Galina Voskobojeva         | Květa Peschke Francesca Schiavone          | 4-6, 7-6, 1-6    | details |
| 5.                                  | 2007-01-06 | WTA Gold Coast | hardcourt     | Galina Voskobojeva         | Dinara Safina Katarina Srebotnik           | 3-6, 4-6         | details |
| 6.                                  | 2008-03-01 | WTA Acapulco   | gravel        | Petra Cetkovská            | Nuria Llagostera Vives MJ Martínez Sánchez | 2-6, 4-6         | details |
| 7.                                  | 2008-05-18 | WTA Rome       | gravel        | Janette Husárová           | Chan Yung-jan Chuang Chia-jung             | 6-7, 3-6         | details |
| 8.                                  | 2009-03-08 | WTA Monterrey  | hardcourt     | Barbora Záhlavová-Strýcová | Nathalie Dechy Mara Santangelo             | 3-6, 4-6         | details |
| 9.                                  | 2009-07-19 | WTA Praag      | gravel        | Barbora Záhlavová-Strýcová | Aljona Bondarenko Kateryna Bondarenko      | 1-6, 2-6         | details |
| 10.                                 | 2009-08-29 | WTA New Haven  | hardcourt     | Lucie Hradecká             | Nuria Llagostera Vives MJ Martínez Sánchez | 2-6, 5-7         | details |
| 11.                                 | 2010-10-24 | WTA Luxemburg  | hardcourt (i) | Barbora Záhlavová-Strýcová | Timea Bacsinszky Tathiana Garbin           | 4-6, 4-6         | details |
| 12.                                 | 2014-03-01 | WTA Acapulco   | hardcourt     | Petra Cetkovská            | Kristina Mladenovic Galina Voskobojeva     | 3-6, 6-2, [5-10] | details |
| gewonnen finales gemengd dubbelspel |            |                |               |                            |                                            |                  |         |
| 1.                                  | 2011-07-03 | Wimbledon      | gras          | Jürgen Melzer              | Jelena Vesnina Mahesh Bhupathi             | 6-3, 6-2         | details |

### Gewonnen ITF-toernooien enkelspel
| nr. | finale     | toernooi | dotatie | tegenstandster in finale | score         |
| --- | ---------- | -------- | ------- | ------------------------ | ------------- |
| 1.  | 2001-05-12 | Prešov   | $10.000 | Michala Bzduseková       | 3-6, 6-2, 6-2 |
| 2.  | 2001-10-28 | Opole    | $25.000 | Eva Fislová              | 6-1, 6-3      |
| 3.  | 2004-02-01 | Ortisei  | $75.000 | Virág Németh             | 6-3, 6-1      |
| 4.  | 2005-03-30 | Latina   | $50.000 | Sesil Karatantcheva      | 6-0, 6-2      |

### Gewonnen ITF-toernooien dubbelspel
| nr. | finale     | toernooi          | dotatie | partner            | tegenstandsters in finale          | score         |
| --- | ---------- | ----------------- | ------- | ------------------ | ---------------------------------- | ------------- |
| 1.  | 2000-08-06 | Toruń             | $10.000 | Lenka Novotná      | Jana Macurová Gabriela Navrátilová | 6-1, 6-4      |
| 2.  | 2001-03-25 | Rome              | $10.000 | Zuzana Kučová      | Claudia Ivone Roberta Vinci        | 6-4, 4-6, 6-4 |
| 3.  | 2001-05-20 | Szczecin          | $25.000 | Martina Babáková   | Anastasia Belova Darija Koestova   | 6-4, 7-6      |
| 4.  | 2003-12-21 | Valašské Meziříčí | $25.000 | Michaela Paštiková | Maret Ani Libuše Průšová           | walk-over     |

## Resultaten grandslamtoernooien
| Legenda | Legenda                          |
| ------- | -------------------------------- |
| g.t.    | geen toernooi gehouden           |
| l.c.    | lagere categorie                 |
| –       | niet deelgenomen                 |
| G       | uitgeschakeld in de groepsfase   |
| 1R      | uitgeschakeld in de eerste ronde |
| 2R      | uitgeschakeld in de tweede ronde |
| 3R      | uitgeschakeld in de derde ronde  |
| 4R      | uitgeschakeld in de vierde ronde |
| KF      | uitgeschakeld in de kwartfinale  |
| HF      | uitgeschakeld in de halve finale |
| F       | de finale verloren               |
| W       | het toernooi gewonnen            |
| w-v     | winst/verlies-balans             |

### Enkelspel
| Toernooi        | 2002 | 2003 | 2004 | 2005 | 2006 | 2007 | 2008 | 2009 | 2010 | 2011 | 2012 |    | 2014 |
| --------------- | ---- | ---- | ---- | ---- | ---- | ---- | ---- | ---- | ---- | ---- | ---- | -- | ---- |
| Australian Open | –    | 1R   | –    | 1R   | 3R   | 2R   | –    | 2R   | 2R   | 4R   | 4R   | –  |      |
| Roland Garros   | 2R   | 1R   | 1R   | 2R   | 2R   | 1R   | 3R   | 3R   | 1R   | 1R   | 1R   | 1R |      |
| Wimbledon       | 1R   | 1R   | 1R   | 1R   | 1R   | 2R   | 1R   | 2R   | 1R   | 2R   | 1R   | –  |      |
| US Open         | 1R   | 1R   | 2R   | 1R   | 1R   | 1R   | 2R   | 1R   | 2R   | 1R   | 1R   | –  |      |

### Vrouwendubbelspel
| Toernooi        | 2004 | 2005 | 2006 | 2007 | 2008 | 2009 | 2010 | 2011 | 2012 |    | 2014 |
| --------------- | ---- | ---- | ---- | ---- | ---- | ---- | ---- | ---- | ---- | -- | ---- |
| Australian Open | 1R   | 1R   | 1R   | 1R   | 3R   | 2R   | 2R   | 3R   | 2R   | –  |      |
| Roland Garros   | 1R   | 3R   | 3R   | 1R   | 1R   | 2R   | 3R   | 1R   | 1R   | 1R |      |
| Wimbledon       | 1R   | 1R   | 2R   | 1R   | 2R   | 3R   | 3R   | 3R   | 2R   | –  |      |
| US Open         | 2R   | 1R   | 1R   | 2R   | 2R   | 2R   | 3R   | KF   | 2R   | –  |      |

### Gemengd dubbelspel
| Toernooi        | 2007 | 2008 | 2009 | 2010 | 2011 | 2012 |    | 2014 |
| --------------- | ---- | ---- | ---- | ---- | ---- | ---- | -- | ---- |
| Australian Open | 1R   | –    | HF   | 1R   | –    | 2R   | –  |      |
| Roland Garros   | –    | 1R   | 1R   | 1R   | KF   | –    | 1R |      |
| Wimbledon       | –    | 2R   | KF   | HF   | W    | 2R   | –  |      |
| US Open         | –    | –    | 2R   | –    | 1R   | 1R   | –  |      |